# Dignano
För andra betydelser, se Dignano (olika betydelser).
Dignano är en ort och en kommun i regionen Friuli-Venezia Giulia i Italien och tillhörde tidigare även provinsen Udine som upphörde 2018. Kommunen hade 2 284 invånare (2018). och gränsar till kommunerna Coseano, Flaibano, Rive d'Arcano, San Daniele del Friuli, San Giorgio della Richinvelda och Spilimbergo. 